# Älska din trädgård
Älska din trädgård (engelska: Love Your Garden) är ett brittisk trädgårdsprogram på ITV som hade premiär 10 juni 2011.
I varje program besöker trädgårdsmästaren Alan Titchmarsh tillsammans med David Domoney, Katie Rushworth och Frances Tophill trädgårdar i Storbritannien som de fixar till.